# Heraldische kleur
Een heraldische kleur is een van de kleuren die in de heraldiek worden gebruikt. Voor de weergave wordt onderscheid gemaakt tussen heraldische kleuren, metalen en pelswerk. Hieronder worden behalve de kleuren ook de laatste twee vermeld. Er bestaat een afgesproken wijze om ze in een ongekleurde tekening weer te geven. De heraldische kleuren zijn beperkt in aantal en de meeste hebben een andere naam dan in het dagelijks leven.

## Kleuren en metalen
| Groep                | Heraldische naam  | Weergave in zwart-wit                                          | Gebruikelijke naam | Symbolische betekenis | Voorbeeld |
| -------------------- | ----------------- | -------------------------------------------------------------- | ------------------ | --------------------- | --------- |
| Officiële kleuren    | azuur of lazuur   | horizontale arcering                                           | blauw              | wetenschap, waarheid  |           |
| Officiële kleuren    | keel              | verticale arcering                                             | rood               | moed, opoffering      |           |
| Officiële kleuren    | sinopel           | diagonaal van linksboven naar rechtsonder                      | groen              | mildheid, hoop        |           |
| Officiële kleuren    | sabel             | effen zwart of horizontale en verticale arcering               | zwart              | gevaar, kracht        |           |
| Niet algemeen erkend | oranje            | verticale onderbroken lijnen van afwisselend punten en strepen | oranje             | waarheid              |           |
| Niet algemeen erkend | bruin             | verticaal en diagonaal van linksboven naar rechtsonder         | bruin              | macht                 |           |
| Niet algemeen erkend | purper            | diagonaal van linksonder naar rechtsboven                      | purper             | waardigheid           |           |
| Overige              | natuurlijke kleur | de kleur die het afgebeelde stuk in werkelijkheid heeft        |                    |                       |           |
| Metalen of tincturen | goud of or        | puntjes                                                        | goud of geel       | wijsheid, rijkdom     |           |
| Metalen of tincturen | zilver of argent  | effen wit                                                      | zilver of wit      | trouw                 |           |

## Pelswerk
Pelswerk is een patroon van een kleur op een metaal of omgekeerd.

Vair
Paalvair
Hermelijn
Tegenhermelijn
Goudhermelijn

- Vair, met variaties als tegenvair, paalvair enz.
  - Vair zonder toevoeging duidt op een combinatie van zilver en azuur. Vair met andere kleuren wordt aangegeven met "vair van <metaal> en <kleur>".
- Hermelijn (met de zwarte staartjes van een hermelijnvacht in winterkleed), met de variaties tegenhermelijn, goudhermelijn en tegengoudhermelijn.

## Contrast
Van oorsprong werden schilden gebruikt als herkenningsteken op het slagveld. Dit gebruik ontstond aan het begin van de twaalfde eeuw. Contrast is daarbij belangrijk, het is daarom niet correct om kleur op kleur of metaal op metaal te plaatsen. Dit geldt natuurlijk niet voor de kleine details van de afbeelding. Pelswerk kan naar keuze als kleur of als metaal worden opgevat, waardoor het met een metaal of met een kleur gecombineerd kan worden. In later tijd, vooral toen veel meer plaatsen dan voorheen een wapen kregen (bijvoorbeeld toen de Hoge Raad van Adel veel Nederlandse gemeenten een wapen toekende), is deze etiquette hier en daar losgelaten. Men spreekt in dergelijke gevallen ook wel van raadselwapens.

## Weergave in zwart-wit

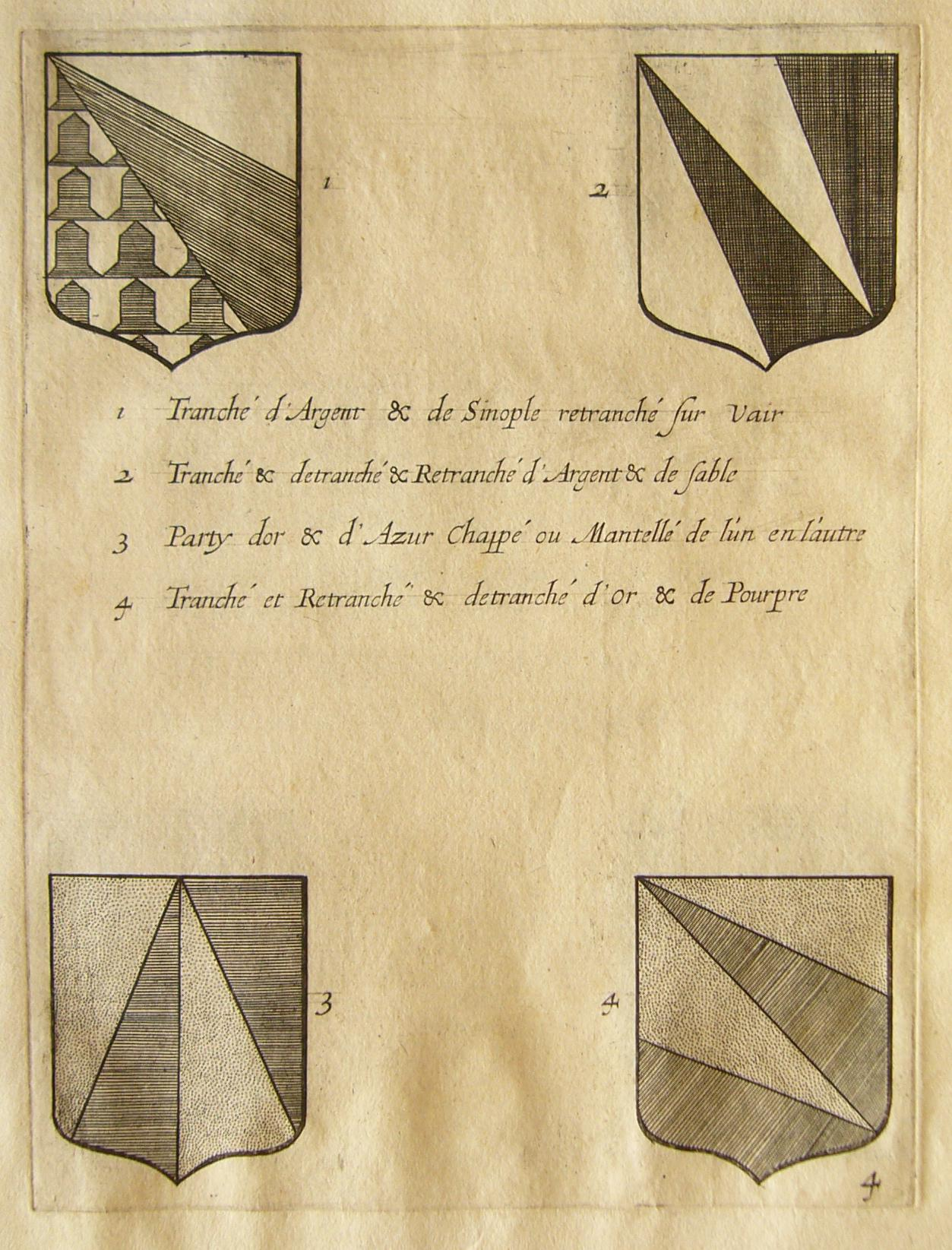
Wapens voorzien van arceringen

Een standaard voor de weergave van kleuren in wapentekeningen door middel van arcering in Europa is pas na 1638 ontstaan, toen pater Petra-Sancta een werk uitgaf met de huidige wijze van arcering. Dit systeem werd naderhand geclaimd door een Fransman genaamd Vulson de la Colombière, maar zijn werk is in 1639 uitgegeven zodat het lastig te bewijzen viel dat hij de eerste was die op deze wijze arceringen gebruikte. Behalve de weergave zoals in de tabel hierboven zijn er andere systemen in gebruik geweest. Oude tekeningen in zwart-wit kunnen dus niet zonder meer volgens dit systeem worden ingekleurd. Vanaf de 13e eeuw begon men op zegels arceringen te gebruiken om kleuren aan te geven. Afgesproken vormen van arceringen die symbool stonden voor een bepaalde kleur, paste men ook toe op stenen wapens op gevels.
adelaar · Agnus Dei · alliantiewapen · andreaskruis · ankerkruis · armoriaal · baldakijn · barensteel · Belgische leeuw · bezant · Bourgondisch kruis · brisure · cartouche · centaur · cordelière · dekkleed · dorpsvlag · dorpswapen· drieberg · dubbelkoppige adelaar · dwarsbalk · fleur de lis · fleuron · Friese adelaar · gaande leeuw · gecarteleerd · Gelderse leeuw · gepaald · gravenkroon · groot wapen · griffioen · hartschild · helmkroon · helmteken · heraldische kleur · herautstuk · hermelijn · hoed · Hollandse tuin · huismerk · Jeruzalemkruis · karbonkel · keizerskroon · keper · koek · kromstaf · kroon · krukkenkruis · kwartier · kwartileren · kwartierzoom · leeuw · markiezenkroon · merlet · molenijzer · motto · muurkroon · nassaublauw · natuurlijke kleur · Nederlandse leeuw · Nederlandse Maagd · ombrellino · ordeketen · palen · pentagram · pijlenbundel · raadselwapen · raaf · respectant · riddertoernooi · rijksbanier · rijkskleuren · rijksstandaard · rijkswapen · roos · Rudolfinische keizerskroon · Saksenros · Saladins Adelaar · scharlakenrood · schildhoofd · schildhouder · schildvoet · schildzoom · schoof · schuinbalk · schuinstreep sinister · sinister · sleutels van Petrus · socialistische heraldiek · sprekend wapen · stadskleuren · standaard · stedenmaagd · ster · tinctuur · vair · vermeerdering · vlag · vorstenhoed · vrijheidshoed · vrijkwartier · vrouwenwapen · wapen · wapenbelasting · Wapenboek Beyeren · Wapenboek Gelre · wapenbord · wapendiploma · wapendier · wapenkast · wapenkoning · wapenmantel · wapenrecht · wapenrol · wapenstier · wapentent · wassende en afnemende maan · Waterlandse zwaan · Westfriese boomwapens · wildeman · wolfsangel · wrong